# Läkare i Sverige

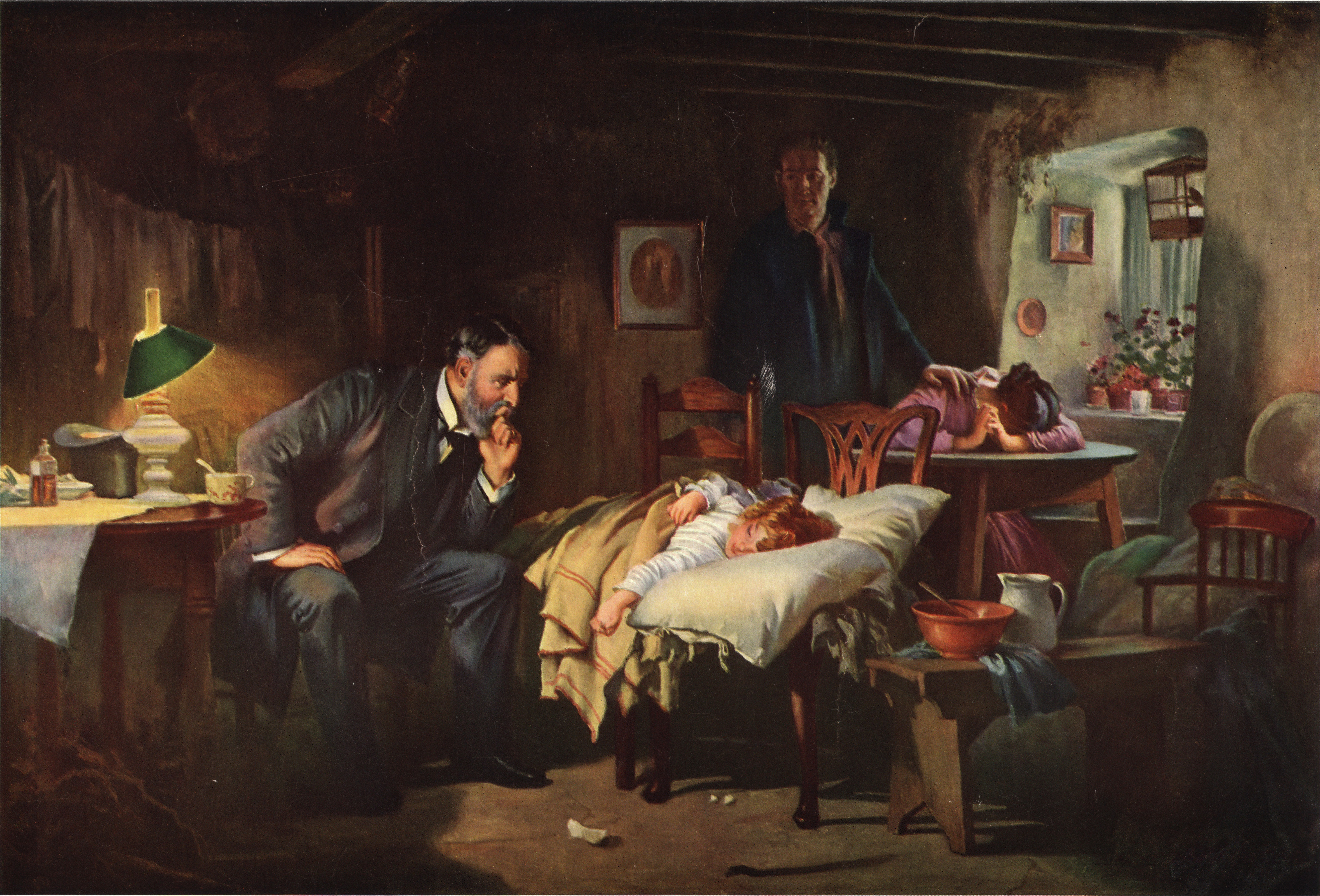
Läkaren, målning av Samuel Luke Fildes 1891.

Läkare är den person som har avlagt läkarexamen vid universitet efter genomgånget yrkesprogram. Därefter kan den examinerade anställas som läkare. I dagligt tal tituleras läkare ofta doktor, vilket egentligen är titeln som tilldelas den som har avlagt doktorsexamen vid ett universitet eller en högskola.
Under medeltidens första hälft fanns det en del både män och kvinnor som var kunniga läkare. Med hjälp av muntlig lära fick de lära sig hos en äldre och mer erfaren person. Under renässansen utvecklades kunskaperna bland dessa, mycket beroende på boktryckarkonsten då man kunde studera i litterära böcker från litterata delar i Europa. I mitten av 1700-talet fanns det 40 läkare i Sverige varav 8 läkare i den finska delen av riket. I början av 1800-talet fanns det cirka 200 läkare i Sverige. Sedan 1960-talet har tillgången på läkare i landet ökat dramatiskt och yrkesgruppen förknippas med en hög social status. År 2009 fanns 33 400 yrkesverksamma läkare i Sverige, vilket motsvarar en läkare per 277 invånare.

## Läkarutbildning
Läkarexamen avläggs i Sverige efter sex års fullgjorda studier på läkarprogrammet vid något av de sju lärosäten där utbildningen ges: universiteten i Göteborg, Linköping, Lund, Umeå, Uppsala och Örebro samt Karolinska institutet i Solna. För att kvalificera sig till läkarprogrammen krävs utöver grundläggande behörighet även fördjupade studier i naturvetenskapliga ämnen, i det senare programgymnasiet motsvarar dessa kunskaper av kurserna Matematik 4, Biologi 2, Kemi 2, Fysik 2. Karolinska institutet tar också in studenter via alternativt urval vilket utgörs av ett kvalificerande begåvningstest följt av intervju där studenten poängsätts. För att bli kallad till begåvningstestet krävs relativt lågt resultat på högskoleprovet.
Den äldre svenska läkarutbildningen är 11 terminer lång. Under de första terminerna studeras medicinsk grundvetenskap (denna period kallas populärt för preklin – från "prekliniska studier"); de senare terminernas studier äger huvudsakligen rum på ett universitetssjukhus och i primärvården (denna period kallas följaktligen klin – från "kliniska studier"). Efter att ha fullgjort termin 9 kan läkarstudenter anställas vid landets alla sjukhus som underläkare.
Hösten 2021 startade den första kullen svenska läkarstudenter på den nya 12 terminer långa läkarutbildningen. Den nya utbildningen är legitimationsgrundande. Det betyder att man efter läkarexamen kan ansöka om läkarlegitimation hos Socialstyrelsen.

## Praktik och specialiseringstjänstgöring
För att Socialstyrelsen skall utfärda legitimation krävs utöver fullgjorda studier vid universitet minst 18 månaders teoretisk och praktisk allmäntjänstgöring (AT-läkare) samt "sådana personliga egenskaper" som yrkesutövningen kräver. För närvarande (2008) har en majoritet (60%) av dem som erhåller legitimation en utländsk läkarutbildning. Den som har en legitimation från ett EU/EES-land kan ansöka om svensk legitimation utan att först göra AT, utan behöver bara avlägga språkprov och prov i kännedom om den nationella svenska hälso- och sjukvårdsreglerna. Mellan de nordiska länderna råder fri rörlighet för läkare att söka anställningar.
Efter legitimeringen vidareutbildar sig de flesta av läkare under cirka fem år för att få specialistkompetens inom ett områden (specialiseringstjänstgöring, ST). Utbildningen blir längre om man vill skaffa flera specialistkompetens. Exempel på specialistinriktning är specialist i allmänmedicin (allmänläkare/distriktsläkare/husläkare) eller specialist i anestesiologi (narkosläkare). En färdig specialist, som har tillräckligt klinisk erfarenhet, kan senare söka tjänst som överläkare. Tidigare krav på forskarutbildning och medicine doktorsexamen har tagits bort (utom på vissa universitetssjukhus (7)). Inom vissa specialiteter förekommer det att man får tjänstgöra som tillförordnad överläkare redan innan avslutad specialiseringstjänstgöring då det kan råda brist på färdigutbildade specialister.
Efter den 1 juli 2021 behöver läkare som ej gjort svensk AT eller påbörjat sin specialiseringstjänstgöring (ST) genomföra en bastjänstgöring (BT) som en första inledande del av specialiseringstjänstgöringen. Tids nog kommer samtliga läkare som vill specialisera sig i Sverige göra en BT inom ramen för sin ST. 
Underläkare är titeln för en läkare som ännu inte fått specialistkompetens. Underläkare under AT och ST betecknas dock oftast som AT-läkare respektive ST-läkare.

## Yrkesorganisationer i Sverige
Över 90 procent av läkarna i Sverige är medlemmar i Sveriges läkarförbund, som är läkarnas fackförbund. Drygt hälften av läkarna i Sverige är medlemmar i Svenska Läkaresällskapet, som är läkarkårens oberoende, vetenskapliga och professionsorganisation, en ideell, politiskt och fackligt obunden förening.

## Kvinnliga läkare i Sverige
Sveriges första kvinnliga läkare var Karolina Widerström som erhöll svensk läkarlegitimation år 1888. Första svenska kvinnliga läkare var dock Charlotte Yhlen och Emily von Vegesack som erhöll sina legitimationer redan 1873 i USA och Julia Brinck som fick sin legitimation 1886 i Europa. Anna Stecksén blev Sveriges första kvinnliga medicine doktor 1900. Den första kvinna som blev överläkare och sjukhuschef i Sverige var Astrid Björkman, som 1931 blev överläkare av första klassen och chef för Källshagens sjukhus i Vänersborg. Läkaren och forskaren Nanna Svartz blev i och med sin professur vid Karolinska Institutet 1938 Sveriges första kvinnliga professor vid en svensk statlig högskola. 

## Husläkare
Husläkarreformen infördes av regeringen Carl Bildt 1993 och innebar att samtliga hushåll/invånare i landet själva skulle få välja läkare. Detta är dock inte aktuellt längre.

## Kliniska blicken
Den "kliniska blicken" är en metafor för förvärvande av kunskaper genom klinisk erfarenhet. Det är ett mått på förvärvad procedural kunskap om att till exempel koppla en patients symptom och andra intryck till rätt diagnos. Den står i kontrast till den snarare deklarativa kunskap som en nybliven läkare har erhållit från läkarprogrammet. Snarare är den en slags intuition, att läkaren "känner på sig" att det är på ett visst vis, utan att nödvändigtvis kunna förklara i detalj varför, precis som inom andra yrken där individen utvecklar en högre grad av förståelse då behovet av deklarativa kunskaper minskar. Den "kliniska blicken" används för att snabbt bilda en uppfattning, om det inte finns tid att kritiskt analysera. Den kliniska blicken kan sägas ingå i beprövad erfarenhet, vilket även kan innefatta till exempel behandlingstradition och konsensus från vårdsällskapet som helhet.